# Sint-Anthonius (Kessel)
De Sint Anthoniusmolen is een standerdmolen in het Noord-Limburgse Kessel. Deze molen is de enige overgebleven molen van dit type in Noord-Limburg.

## Geschiedenis
De huidige molen van Kessel is gebouwd in 1800 in het Peeldorp Meijel. Aldaar was de molen een opvolger van de in dat jaar omgewaaide standerdmolen die aan de noordkant van het dorp stond. Deze molen bestond al in de 15e eeuw.
In 1878 is de molen door concurrentie van twee bovenkruier molens in Meijel niet meer lonend gebleken en verkocht aan Louis Pennings woonachtig in Kessel. Hij liet de molen verplaatsen naar Kessel aan de Roode Eggeweg, daar waar de molen nu nog staat.
In 1943 werd Antoon Gastreich eigenaar van de molen en liet deze nog wat reparaties uitvoeren. In 1945 werd de molen zwaar beschadigd door Duits geschut aan de oost-oever van de Maas. Op het einde van hetzelfde jaar was de schade weer hersteld door molenmaker Chris van Bussel uit Weert.
De gemeente Kessel werd in 1955 eigenaar van de molen nadat Gastreich (naar wie de molen sinds 1943 is genoemd) de molen voor verplaatsing of sloop te koop had aangeboden.
Tijdens een restauratie in 1978 werd de molen ontdaan van zijn stroomlijnwieken en maakte de in visgraat verband gelegde beplanking op de borst van de molenkastplaats voor een schaliën bedekking.
De steenbalk en andere constructieonderdelen werden, bij een wederom grote restauratie, in 1989 vervangen. De gehele kast is toen nieuw gemaakt. Een verplaatsing werd destijds door de gemeenteraad tegengehouden. Daar de molen al twee omvangrijke restauraties nodig heeft gehad is een verplaatsing wenselijk om de molen voor de toekomst te bewaren.
Na wederom jaren van stilstand en achteruitgang is de molenbiotoop en dus de windvang van de molen in 2001 iets verbeterd. Hierdoor kan er nu weer met de molen gemalen worden. Echter deze situatie is nog erg slecht.

## Inrichting
Er is nog één koppel stenen aanwezig. Met dit koppel 17der (150 cm doorsnee) kunststenen. wordt nu baktarwe, boekweit en verschillende veevoer producten gemalen.
Het gevlucht bestaat uit ijzeren gelaste roeden voorzien van een klassieke ophekking. Voor de restauratie van 1978 had de molen stroomlijnprofielen volgens het systeem Van Bussel. De molenas is geheel van gietijzer en gegoten in 1865 in Den Haag bij ijzergieterij Wed. A. Sterkman.
De molen is stil te zetten middels de vang een Vlaamse blokvang, te bedienen met een evenaar/unster.
De kast van de molen is op de wind te zetten middels het kruiwerk. De kast van de standerdmolen staat opgehangen aan één zware rechtopstaande eiken balk. Men noemt het kruiwerk van de standerdmolen een zetelkruiwerk.
Zakken graan worden aan de achterkant, langs de buitenzijde van de kast omhoog gehesen met het zogenaamde luiwerk. De lui-as is te koppelen aan het aswiel van de molen en draait een touw op waardoor het maalgoed de molen in gehesen kan worden.

## Overbrengingen
- De overbrengingsverhouding van molenas naar het koppel maalstenen is 1 : 5,2.
- Het aswiel heeft 73 kammen en het steenrondsel heeft 14 staven.

## Eigenaar
- Gemeente Peel en Maas

## Verplaatsing
Sinds de jaren 70 is de molen en haar leefomgeving sterk achteruitgegaan. In 1989 is de molen fysiek weer in orde gemaakt. Echter haar omgeving (molenbiotoop)is nog steeds erg ontmoedigend en laat weinig ruimte voor vrije windvang waardoor de molen niet veel in staat is goed meel te malen. Ook kost dit onnodig veel aan onderhoud en is de belevingswaarde als de landschappelijke waarde voor zeer gering.
De gemeente Kessel is dan ook voornemens de molen binnen enkele jaren te verplaatsen. Hiermee moet deze laatste Noord-Limburgse standerdmolen voor het nageslacht bewaard kunnen blijven.